# 弗蕾蒂·羅斯·漢考克
弗蕾蒂·罗斯·汉考克 MBE（Freddie Ross Hancock，1930年4月7日—2022年11月27日），原名弗雷达·罗斯，是一名出生于英国，而后移居纽约的娱乐行业营销顾问，英国电影和电视艺术学院东海岸分区创始人。

## 生平
罗斯最初在英国担任娱乐行业宣传人员及经纪人，曾在1950年代和1960年代当过一些当红艺人的经纪人，最开始主要为包括班尼·希尔、哈里·H·考伯特、迪克·埃默里、鲍勃·蒙克豪斯、特里·斯科特、休·劳埃德、谢拉·汉考克、托尼·汉考克在内的戏剧演员服务。她于1954年开始担任托尼·汉考克的经纪人，在她的帮助下，托尼得以取得事业上的成功。1957年，两人开始确立恋爱关系，后托尼与其第一任妻子离婚，并于1965年12月与罗斯结婚，而婚后托尼的酗酒及自残行为给罗斯带来了极大困扰。
因无法解决丈夫长期酗酒的问题，罗斯于1968年提出离婚，导致托尼情绪极度低落，最终于1968年6月在澳大利亚去世。托尼去世后，罗斯于1969年与记者大卫·内森共同为他创作了一本题为《汉考克》的传记。1991年，BBC电视台将托尼的人生改编成电视剧，由弗兰西斯·巴贝饰演罗斯。
罗斯所提供的优质服务使她备受欢迎，而她也有致力于电影和舞台秀的推广，曾受到环球国际在英国的分公司（即后来的环球影业的聘请，为其旗下艺人雪莉·温特斯、洛克·哈德森和派珀·劳瑞等进行宣传。除此之外，与她具有密切关系的人物还包括意大利演员索菲亚·罗兰、意大利电影制片人卡洛·蓬蒂、英国演员茱莉·安德絲、美国演员西奥多·比凯尔、以色列演员柴姆·托波尔、英国演员比利·怀特劳、英国演员吉姆·戴尔、英国小说家基斯·沃特豪斯、英国剧作家威利斯·霍尔、英国乐队指挥特德·希思、英国合唱团指挥雷·马丁、英国音乐制作人诺里·派拉玛、英国小号手埃迪·卡尔弗特、罗丝·布伦南、珍妮·马丹、英国打击乐团Gerry and the Pacemakers、英国赛车手史特靈·莫斯、英国温布尔登网球锦标赛冠军得主安吉拉·巴克斯顿和澳大利亚高尔夫球手彼得·汤普森。
1988年11月，罗斯在纽约为BBC广播员阿利斯泰尔·库克筹办了他的80岁生日庆典，此次庆典由BBC官方授意举办，罗斯则在筹备过程中获得了詹姆斯·高威、伦纳德·伯恩斯坦的音乐服务支持以及美国总统罗纳德·里根的视频问候。
1990年代及2000年代，罗斯担任电影经销商美国视频电影（American Video Films）的收购部高级副总裁（Senior Vice-President of Acquisitions）。
2002年，罗斯因其在促进英美之间文化理解方面的贡献，获授大英帝国勋章。
罗斯是英国电影和电视艺术学院的东海岸分区的创立者，在担任该组织主席期间，她大力支持并推动了向电影业大亨哈維·溫斯坦授予司令勋章的进程。温斯坦的授勋仪式于2004年11月在曼哈顿举行，安排工作亦是由罗斯负责。另外，罗斯亦是皇家电视协会的美国翼副主席。
罗斯于2022年11月27日逝世，享年92岁。